# Epicauta corvina
Epicauta corvina es una especie de coleóptero de la familia Meloidae.

## Distribución geográfica
Habita en Texas y Arizona (Estados Unidos) y México.